# Сади Карно (физик)
Вижте пояснителната страница за други личности с името Карно.
Никола̀ Леона̀р Садѝ Карно̀ (на френски: Nicolas Léonard Sadi Carnot) е френски физик и инженер, основоположник на съвременната термодинамика.
Подобно на Николай Коперник, Сади Карно публикува само една книга – „Размишления за двигателната сила на огъня и за подходящите машини за извличане на тази сила“ („Réflexions sur la puissance motrice du feu et sur les machines propres à développer cette puissance“, 1824). В нея, едва двадесет и седемгодишен, той излага основите на един напълно нов дял на физиката – термодинамиката. Въпреки че някои негови идеи, като аксиомата за запазване на количеството топлина, по-късно са отхвърлени, съвременната термодинамика е изведена от теорията на Карно. Описаният от него топлинен двигател, базиран на цикъла на Карно, е теоретичната основа на много технически решения, използвани и днес.

## Биография

### Семейство и образование
Сади Карно е роден през 1796 г. в двореца Малкият Люксембург в Париж. Той е първи син на Лазар Карно, който по това време е член на Директорията. Бащата е математик и инженер, ученик на Гаспар Монж, военен и политик. По време на Френската революция е последователно член на Учредителното събрание, Конвента и Комитета за обществено спасение. Участва в Директорията (1795 – 1797) и на два пъти е неин председател. След преврата от 18 фруктидор 1797 г. емигрира в Швейцария за три години, но се завръща след като Наполеон Бонапарт завзема властта и два пъти е назначаван за министър. След падането на Наполеон през 1815 г. прекарва остатъка от живота си в изгнание в Белгия, Полша и накрая в Германия.
Сади Карно има и по-малък брат, Иполит Карно (1801 – 1888), който е политик по времето на крал Луи Филип и на Втората и Третата република. Синът на Иполит и племенник на Сади Карно, Мари Франсоа Сади Карно (1837 – 1894), също е политик, заемал поста президент на Франция през 1887 – 1894 г.
Майката на Сади Карно, Софи Дюпон, е от Сент Омер, където той прекарва времето от 1797 до 1800 г., през което баща му се намира в изгнание. През 1807 г. Лазар Карно, отново отстранен от държавните си длъжности, решава сам да се заеме с образованието на двамата си сина и започва да им преподава математика, езици, музика и различни науки. През 1811 г. Сади Карно постъпва в лицея „Карл Велики“, за да се подготви за приемния изпит за Парижката политехника – Екол политекник. През 1812 г., на минималната възможна възраст, е приет в училището, където сред неговите преподаватели са Симеон Дени Поасон, Луи Жак Тенар, Франсоа Араго, Пиер Луи Дюлон.

### Военна служба
През януари 1814 г., в края на Наполеоновите войни, Сади Карно е мобилизиран в батальон, формиран от студенти в Политехниката, и дори участва в леки сражения по време на защитата на Фор дьо Венсен край Париж. Въпреки че по-късно продължава кариерата си в армията, това са единствените бойни действия, в които той някога взима участие. През октомври 1814 г. той се премества във Военно-инженерното училище в Мец, където учи приложна математика и физика при Франсоа-Мари Дюбюа и Жак Фредерик Франсе, както и приложна химия и пиротехника.
Сади Карно завършва училището в Мец и на 2 април 1817 г. е назначен на служба в инженерните войски, след което получава няколкомесечен отпуск. Той прекарва времето до октомври в семейната къща в Ноле при своя чичо Клод-Мари Карно, който е генерал-лейтенант от инженерните войски.
След края на войните военната служба не дава големи възможности за повишение или слава. Като син на републиканец, изпратен в изгнание, Карно е разглеждан като неблагонадежден и е държан далеч от Париж. Често е преместван, като последователно служи в Безансон, Монпелие и Лангър. Занимава се с инспекции на укрепления, подготовка на планове и административна дейност.
През септември 1818 г. Сади Карно излиза в шестмесечен отпуск, за да се подготвя за изпит, който да му даде възможност да постъпи на служба в генералния щаб. През януари 1819 г. е прехвърлен в генералния щаб в Париж с чин лейтенант. Той се настанява в малък апартамент в Маре, където живее до 1831 г., и посещава курсове в Сорбоната и Колеж дьо Франс. Интересува се от въпросите на промишлеността, теорията на газовете и най-новите публикации в областта на политическата икономия. Сред неговите приятели, повечето с радикални и републикански възгледи, са химиците Никола Клеман и Шарл Дезорм.
През лятото на 1820 г. Сади Карно се среща с брат си Иполит, който посещава Франция. На 23 юни 1821 г. получава неплатен отпуск, за да може да посети баща си, живеещ в изгнание в Магдебург. Там той започва да се интересува от парните машини. Със завръщането си в Париж започва да обмисля труда, който ще се превърне в теория на термодинамиката, като първите му сериозни изследвания в тази област са от 1822 – 1823 г. След смъртта на Лазар Карно през 1823 г. Иполит се връща в Париж и му помага в работата.
През следващите години животът на Карно е спокоен, като единственото по-важно събитие е публикуването на „Размишленията“ през май 1824 г. При реорганизиране на генералния щаб през 1827 г. той е изпратен в Тионвил, а след това в Осон. През 1828 г. напуска армията с чин капитан и се връща в Париж.

### Последни години
Дядото по майчина линия на Сади Карно и негов кръстник, починал през 1807 г., оставя наследство от почти 1 милион франка, от което Лазар Карно получава една трета. Със своята част от наследството Сади Карно има възможност да води спокоен живот на скромен рентиер. През последните няколко години от живота си той се занимава с изследвания на газовете. Анкетиран от библиотекаря А. Фурси за неговата „История на Политехниката“, той посочва като своя професия „конструктор на парни машини“. Въпреки това няма сведения да се е занимавал професионално с тази дейност.
През август 1831 г. Сади Карно се разболява от скарлатина, състоянието му се влошава и за известни периоди изпада в делириум. Той се възстановява донякъде, но през лятото на 1832 г. е приет в психиатричната клиника на Жан-Етиен Ескирол в Иври сюр Сен с диагноза „мания“. Три седмици по-късно, на 24 август 1832 г., Сади Карно умира в клиниката, като посочената причина за смъртта е холера.
Личните вещи на Карно са изгорени, за да се предотврати разпространението на холерата. Въпреки това е запазен ръкопис от 1823 г., озаглавен „Recherche d’une formule propre à représenter la puissance motrice de la vapeur d’eau“. Той съдържа формулировка на Първия принцип на термодинамиката и е публикуван едва през 1878 г.

## Двигателите в началото на 19 век
За да се разбере книгата на Сади Карно и нейната оригиналност, трябва да се познава състоянието на науката и техниката в тази област през второто десетилетие на 19 век. По времето, когато той влиза в Политехниката, единствената добре установена природна наука, основаваща се на математиката, е механиката. Химията и теориите на електричеството, магнетизма и топлината са развиват активно, но все още без да използват математически модели.
Изследването на топлината става възможно след изобретяването на термометъра през 17 век, но тя се разглежда главно във връзка с химията и медицината. По това време се приема аксиомата за запазване на количеството топлина, което някои разглеждат като отделна субстанция. В метеорологията топлината се разглежда като основен фактор при обясняването на ветровете и морските течения. Първите физици, които изследват топлопроводността от края на 18 век, са Бенджамин Томпсън, Пиер-Симон Лаплас, Жан Батист Био, Симеон Дени Поасон и Жозеф Фурие.
Първите парни машини, използвани за практически цели, се появяват в началото на 18 век. При тях парата се използва за извеждане на въздуха от цилиндър, който след това се охлажда, така че парата кондензира и външното атмосферно налягане връща буталото обратно. Тези машини са бавни и с нерегулярно действие, но бързо намират широко приложение при изпомпването на вода от мините. Водата е особено подходяща за тази цел, тъй като увеличава обема си около 1800 пъти при превръщането си в пара.
В средата на 18 век Джеймс Уат, с цел да намали разпиляването на топлина при последователното нагряване и охлаждане на цилиндъра, започва да кондензира парата в отделен студен цилиндър, докато основният цилиндър остава постоянно топъл. Освен това той използва горещата пара за връщане на буталото, като по този начин още повече намалява загубата на топлина. Уат забелязва също, че може да се реализира значителна икономия, ако се прекрати притокът на пара преди пълното преместване на буталото и се използва нейното разширение. От друга страна той смята, че използването на машини с високо налягане е твърде опасно за практическа употреба.
Авторитетът на Уат в областта на парните двигатели е толкова голям, че машини с високо налягане започват да се конструират едва след смъртта му. През 1805 г. Артър Улф, инженер от Корнуол, прави съставен двигател с два последователни цилиндъра, който използва високо налягане. Малко по-късно американецът Джейкъб Пъркинс демонстрира, че е възможно да се конструира парна машина, работеща с налягания, близки до 9,6 MPa. Между 1811 и 1840 г. Томас и Джон Лийн редовно публикуват в своето списание „Monthly Engine Reporter“ данни за техниката на изпомпване на вода в мините в Корнуол. Освен че демонстрират преимуществото на двигателите с високо налягане, те дават емпиричната основа за изведените от Сади Карно общи принципи на топлинните двигатели.

## „Размишления за двигателната сила на огъня“
„Размишления за двигателната сила на огъня“, основният труд на Сади Карно, се състои от 118 страници и 5 схеми и е публикуван за сметка на автора в тираж от 600 екземпляра.

### Топлина и двигателна сила
Първата част на книгата съдържа философско изложение на теорията за топлината от съвсем нова за времето си гледна точка – топлината като източник на движение. В книгата си Карно не се занимава с природата на топлината и с нейните химични и физиологични свойства. За разлика от Жозеф Фурие и учениците му, той не се интересува и от загряването и охлаждането на различни тела, нито от предаването на топлината. Карно разглежда топлината единствено като източник на големи естествени движения, например ветровете или океанските течения, като при това преувеличава нейното значение. При това той е първият, който отбелязва, че ефективността дори на най-добрите парни машини е нищожна, в сравнение с явленията, предизвиквани от топлината в природата.
Тази уводна част на „Размишленията“ съдържа фундаменталната идея, че навсякъде, където има разлика в температурата, съществува възможност за възникване на „двигателна сила“, идея, която става една от основните концепции на термодинамиката. Тя води и до едно също толкова важно следствие – двигателната сила не може да възникне, ако не са налице топло тяло и студено тяло. Това може да се разглежда като първото, макар и непрецизно, формулиране на Втория принцип на термодинамиката.

### Цикълът на идеалния двигател
Втората част на книгата описва идеален топлинен двигател и неговия начин на работа, станал известен като цикъл на Карно. Идеалният двигател има възможност лесно да обменя топлина между горещо и студено тяло, като включва следните елементи:
- Цилиндър с активно вещество, което може да бъде пара или друг газ
- Бутало, което се движи в цилиндъра без триене
- Горещо тяло – еквивалент на пещта при действителна парна машина
- Студено тяло – еквивалент на кондензатора

Според Карно работата на машината се дължи на разликата в температурите на горещото и студеното тяло, а не на разлика в налягането. Изглежда той е възприел тази важна идея от своите приятели Никола Клеман и Шарл Дезорм.
При идеалния цикъл активното вещество в цилиндъра никога не трябва да влиза в контакт с тяло, по-топло или по-студено от самото него, за да се предотврати загубата на топлина. Всички промени в температурата трябва да се предизвикват от разширение или свиване на активното вещество. Подложено на високо налягане в началото, то се разширява свободно, като изтласква буталото и извлича топлина от горещото тяло, с което цилиндърът се намира в контакт (Схема 1). След това цилиндърът се откъсва от горещото тяло и активното вещество продължава да се разширява адиабатно, докато температурата му спадне до тази на студеното тяло (Схема 2). При следващата фаза цилиндърът влиза в контакт със студеното тяло и активното вещество се свива, отделяйки топлина (Схема 3). След това цилиндърът се отделя от студеното тяло и активното вещество се свива, загрявайки се адиабатно (Схема 4). В края на цикъла то достига първоначалния си обем, налягане и температура (Схема 5). В резултат на целия цикъл количество топлина преминава от топлото към студеното тяло и е произведена механична работа, като активното вещество се връща в първоначалното си състояние без загуба на топлина.
- Схема 1: 
Изотермично разширение при контакт с топлото тяло при температура T1
- Схема 2: 
Адиабатно разширение и спадане на температурата до T2
- Схема 3: 
Изотермично свиване при контакт със студеното тяло при температура T2
- Схема 4: 
Адиабатно свиване е повишаване на температурата до T1
- Схема 5: 
Изотермично разширение при контакт с топлото тяло и връщане към началното състояние от Схема 1
- Схема 6: 
Принцип на действие на машината на Карно

### Други изводи
Макар че основната цел на „Размишления за двигателната сила на огъня“ е да даде теоретична обосновка на действието на съществуващите парни машини, Карно отбелязва и някои възможни следствия от теорията, които се реализирани технически години по-късно. Така той предполага, че цикълът е обратим и машината би могла да работи в обратна посока като топлинна помпа – консумирайки механична работа да прехвърля топлина от студеното към топлото тяло. Този принцип се използва широко в наши дни при хладилниците и охладителните инсталации.
В третата част на книгата Сади Карно демонстрира, че ако всички идеални двигатели имат еднаква ефективност, видът на използваното активно вещество е без значение. Този извод има голямо значение за физиката на газовете. От него следва, че при промяна в обема и налягането на произволен газ при постоянна температура се отделя или поглъща едно и също количество топлина. В бележка под линия Карно отбелязва, че ефективността на идеалния двигател може да се използва като основа за създаването на абсолютна температурна скала.
Сади Карно констатира, че предимството на парните машини с високо налягане е безспорна, тъй като те дават възможност да се използва по-голям пад на температурите, отколкото машините с ниско налягане. Според него голямото преимущество на водната пара е, че тя се разширява силно в тесен температурен интервал, но това свойство я прави неефективна в целия интервал на температурите между горенето на въглищата и кондензацията на водата. По тази причина той прогнозира, че с усъвършенстването на технологиите за смазване и горене в бъдеще ще се използват машини с въздух като активно вещество.

## Значение на труда на Карно
Непосредствено след публикуването ѝ, книгата „Размишления за двигателната сила на огъня“ не предизвиква особен отзвук в научните среди. Пиер-Симон Жирар я представя пред Френската академия на науките, но без някакви последствия. Изглежда самият Карно до края на живота си се съмнява в правилността на своята теория. Въпреки ограничения тираж на книгата, много копия остават неразрязани, като той не изпраща екземпляри на водещи френски научни институции и издания, които биха могли да проявят интерес към нея.
Едва през 1834 г., след смъртта на Сади Карно, Беноа Пол Емил Клапейрон публикува статия в списанието на Политехниката, в която показва как идеите на Сади Карно могат да бъдат описани в математическа форма. Той преиздава книгата със свои коментари, като по този начин поставя началото на нарастващото влияние на труда на Карно в науката. Около 1850 г. той дава тласък в изследванията на Рудолф Клаузиус и Уилям Томсън, които доразвиват теорията на термодинамиката.